# Sinners (bande originale)
Pour les articles homonymes, voir Sinners.
La musique du film d'horreur surnaturel Sinners de 2025, écrite, produite et réalisée par Ryan Coogler, se compose de deux projets produits par Sony Music . Le premier album, Sinners (Original Motion Picture Soundtrack), présentait divers genres interprétés par des musiciens de blues ainsi que par les membres du casting. Le deuxième album, Sinners (Original Motion Picture Score), est composé de la partition originale composée par Ludwig Göransson, collaborateur fréquent de Coogler. Les deux albums ont été distribués sous les labels Sony Masterworks et Sony Classical Records le 18 avril 2025, le même jour que la sortie du film.

## Sinners (Original Motion Picture Soundtrack)

### Contexte
Ludwig Göransson, collaborateur habituel de Coogler, a travaillé sur la bande-son de Sinners. Göransson a développé l’univers sonore à partir de son expérience avec la musique blues américaine, ayant grandi avec un père passionné de blues, écoutant des musiciens blues et filmant leurs concerts. Il était aussi obsédé par Metallica à ses débuts, ce qui a nourri son intérêt musical et sa passion pour la guitare. Lorsqu’il a lu le scénario, il a été impressionné par l’intégration de la musique dans la narration par Coogler, qui lui paraissait « organique et naturelle » et où il était évident que « tout était interconnecté avec une grande intentionnalité ».
Pour Sinners, Coogler et Göransson ont collaboré au développement de la musique ; Coogler jouait de la guitare pendant les sessions d’écriture du scénario, tout en étant formé par Göransson pour maîtriser l’instrument. Comme le film se déroule dans les années 1930, ils voulaient que la musique soit authentique, mais ils se sont heurtés à une difficulté : « À quoi cela ressemblait-il vraiment à l’époque ? Comment faire en sorte que le public d’aujourd’hui ait l’impression d’entendre quelque chose de frais, mais fidèle à l’époque ? ». Le principal problème était qu’il n’existe pas de très bons enregistrements des années 1930, et que les images filmées avaient été perdues. Les enregistrements restants de cette époque sont déformés au niveau de la tonalité, avec des grésillements et des craquements sur les disques. Cependant, comme ces enregistrements avaient été capturés en direct sur scène, « c’était cette énergie et cette atmosphère des performances musicales en direct que nous voulions retranscrire dans le cadre du juke joint. ».
Pendant la préproduction, Coogler a envoyé à Göransson plusieurs enregistrements des années 1930 et du début des années 1940, notamment les œuvres de Robert Johnson et Tommy Johnson ; une grande partie de la musique avait déjà été intégrée au scénario, et elle couvrait divers genres — blues, folk irlandais, gospel, jazz et soul — tous interprétés à l’écran.

### Production
Coogler et Göransson ont insisté pour que Serena Göransson, l’épouse de Ludwig, produise les chansons. Comme Serena était sceptique sur la possibilité de les enregistrer en studio et de se rendre à La Nouvelle-Orléans les week-ends, ils ont finalement loué une maison sur place et y ont séjourné pendant trois mois pour écrire la musique. Serena Göransson, violoniste de formation classique, a expliqué que la musique noire du Sud devait être traitée avec soin et accompagnée de conseils d’experts, ajoutant : « Je me sens comme une intendante sur ce projet […] surtout en ce qui concerne la musique. J’ai juste l’impression qu’elle a sa propre vie et que les bons artistes viennent collaborer avec nous au bon moment. ».
Le couple a travaillé avec Lawrence « Boo » Mitchell, un producteur de blues propriétaire des Royal Studios, et a visité avec lui le B.B. King Museum ainsi que des juke joints locaux à Clarksdale et Indianola pour s’inspirer. Ils ont enregistré les chansons aux Royal Studios pendant cinq jours avec Mitchell et des musiciens comme Alvin Youngblood Hart et Cedric Burnside. Mitchell a également collaboré avec d’autres musiciens de blues, notamment Brittany Howard (chanteuse et guitariste d’Alabama Shakes), Raphael Saadiq, Bobby Rush et Buddy Guy (qui joue également dans le film),.
Ils ont loué un studio aménagé dans une ancienne église à La Nouvelle-Orléans et ont travaillé avec les membres du casting secondaire — Jack O’Connell, Lola Kirke, Peter Dreimanis et Jayme Lawson — en répétant leurs chansons plusieurs fois. Une grande partie du film a été enregistrée en direct sur le plateau, avec les acteurs jouant aux côtés d’autres musiciens de blues. Hailee Steinfeld a écrit et enregistré la chanson originale « Dangerous » pour ce film.

### Sortie
Contrairement à la plupart des films de Warner Bros., dont la musique est généralement éditée par leur label interne WaterTower Music ou par des maisons de disques appartenant à Warner Music Group, la bande originale et la musique du film Sinners (produit et distribué par Warner Bros.) ont été publiées par des labels de Sony Music. La bande originale est sortie sous le label Sony Masterworks le 18 avril 2025, le jour même de la sortie du film, avec 22 titres interprétés par une sélection de musiciens de blues, ainsi que par les membres du casting,. La chanson éponyme, interprétée par Rod Wave, était sortie comme single deux semaines auparavant,.

### Accueil
Brandon Zachary, de Screen Rant, a écrit : « Sinners bénéficie d’une bande-son très impressionnante qui est à la hauteur de l’excellence critique du film de vampires de Ryan Coogler. ». Kambole Campbell, de Little White Lies, l’a décrit comme « une bande originale typiquement inventive signée Ludwig Göransson ». David Ehrlich, d’IndieWire, a écrit : « Ce n’est pas la première fois qu’une musique de Ludwig Göransson est indissociable de la texture d’un film de Ryan Coogler, mais Sinners commence par quelqu’un qui parle d’un type de musique “si pure qu’elle peut percer le voile entre la vie et la mort, le passé et le futur” (un sacré défi lancé à son compositeur !), puis nous montre exactement à quoi cela ressemble. Des lignes de basse grinçantes assez épaisses pour abattre un séquoia sont lacérées de frissons de guitare électrique pour créer un son blues qui ouvre une brèche à travers les décennies. ».

### Liste des titres
| 1.    | This Little Light of Mine (en) | Miles Caton, DC6 Singers Collective & Pleasant Valley Youth Choir of New Orleans | 2:25 |
| 2.    | Flames of Fortune              | Ludwig Göransson & Don Toliver                                                   | 3:51 |
| 3.    | Wang Dang Doodle               | Cedric Burnside, Sharde Thomas-Mallory & Tierinii Jackson                        | 2:24 |
| 4.    | Travelin'                      | Miles Caton                                                                      | 1:34 |
| 5.    | Juke                           | Bobby Rush & Miles Caton                                                         | 1:11 |
| 6.    | Séance                         | James Blake and Ludwig Göransson                                                 | 4:08 |
| 7.    | Dangerous                      | Hailee Steinfeld                                                                 | 3:33 |
| 8.    | I Lied To You                  | Miles Caton                                                                      | 5:14 |
| 9.    | Pick Poor Robin Clean          | Jack O'Connell, Lola Kirke & Peter Dreimanis                                     | 1:45 |
| 10.   | Can't Win for Losin'           | Cedric Burnside and Tierinii Jackson                                             | 2:16 |
| 11.   | Old Corn Liquor                | Rhiannon Giddens & Justin Robinson                                               | 3:37 |
| 12.   | Will Ye Go, Lassie Go?         | Lola Kirke, Peter Dreimanis, Brian Dunphy, Darren Holden & Jack O'Connell        | 4:19 |
| 13.   | Pale, Pale Moon                | Jayme Lawson                                                                     | 4:45 |
| 14.   | Rocky Road to Dublin           | Jack O'Connell, Brian Dunphy & Darren Holden                                     | 3:38 |
| 15.   | In Moonlight (en)              | Jerry Cantrell & Ludwig Göransson                                                | 4:21 |
| 16.   | Travelin'                      | Buddy Guy                                                                        | 1:09 |
| 17.   | Last Time (I Seen the Sun)     | Alice Smith & Miles Caton                                                        | 3:17 |
| 18.   | Sinners                        | Rod Wave                                                                         | 3:08 |
| 19.   | Troubled Waters                | OG DAYV and Uncle James                                                          | 4:05 |
| 20.   | Pale, Pale Moon                | Brittany Howard                                                                  | 5:01 |
| 21.   | I Lied To You (Radio Edit)     | Miles Caton                                                                      | 2:54 |
| 22.   | Pick Poor Robin Clean          | Geeshie Wiley                                                                    | 3:12 |
| 72:10 |                                |                                                                                  |      |

## Sinners (Original Motion Picture Score)
Albums de Ludwig Göransson
Oppenheimer
(2023) The Odyssey
(2026)

### Contexte
Göransson a décrit Sinners comme une musique de film personnelle et ambitieuse, reflétant son propre parcours musical.Il s’est inspiré du blues et a interprété la partition sur une guitare résonateur Dobro Cyclops de 1932, la même guitare que porte Sammie Moore (Miles Caton) tout au long du film,.La musique a été écrite sur les plateaux, comme les chansons originales. Göransson a entrelacé la musique de fond avec les séquences musicales du film, ce qui a été considéré comme un véritable défi.

### Sortie
L’album de la bande originale, comprenant 22 titres, est sorti sous le label Sony Classical Records le 18 avril 2025, le jour même de la sortie du film,.

### Accueil
Mae Abdulbaki, de Screen Rant, a déclaré : « La musique à elle seule, des chansons jouées par les personnages à la partition de Ludwig Göransson, élève le film à un autre niveau. C’est envoûtant et parfaitement intégré, réunissant efficacement la première et la seconde moitié du film. ». Amy Nicholson, du Los Angeles Times, a écrit : « La partition phénoménale de Ludwig Göransson soutient Coogler, superposant des violons au doom metal comme s’ils étaient faits pour s’harmoniser. C’est une musique que vous n’avez jamais entendue et pourtant elle semble venir du plus profond de notre âme pop-culturelle, une symphonie de violence pour un pays qui regarde un étui à violon et imagine une mitraillette Thompson. ». Kambole Campbell a ajouté : « La bande-son aux multiples facettes commence par une guitare blues comme base, avant de superposer subtilement d’autres styles musicaux. ». David Rooney, du Hollywood Reporter, l’a décrite comme « savoureuse […] avec la partition et les performances blues fusionnant pour un effet enivrant. ». Zachary Barnes, du Wall Street Journal, a qualifié la musique de Ludwig de « merveille vibrante d’interpolations entre les genres. ».
| 1.    | Filídh, Fire Keepers and Griots              | 2:32 |
| 2.    | Smokestack Twins                             | 3:29 |
| 3.    | Grace, Bo and Lil' Lisa                      | 3:44 |
| 4.    | Delta Slim's Patch                           | 4:01 |
| 5.    | Clarksdale Love                              | 3:23 |
| 6.    | Why You Here / Before the Sun Went Down      | 3:40 |
| 7.    | Not What He Seems / Sé Abú                   | 2:46 |
| 8.    | Magic What We Do (Surreal Montage)           | 3:45 |
| 9.    | Mount Bayou / Proper Black Folks             | 3:26 |
| 10.   | She Said, "We?"                              | 3:14 |
| 11.   | Playin' Games, Tellin' Ghost Stories         | 4:17 |
| 12.   | Hole Up 'Til Sunrise (featuring LARS ULRICH) | 3:31 |
| 13.   | Together Forever                             | 5:04 |
| 14.   | Thy Kingdom Come                             | 7:55 |
| 15.   | Bury That Guitar                             | 3:20 |
| 16.   | Grand Closin' (featuring Eric Gales)         | 4:05 |
| 17.   | Elijah (featuring Eric Gales)                | 3:44 |
| 18.   | I've Seen Enough of This Place               | 1:36 |
| 19.   | Free for a Day                               | 3:55 |
| 71:27 |                                              |      |

### Personnel
Crédits adaptés de Film Music Reporter : 
- Compositeur et producteur de musique : Ludwig Göransson
- Productrice exécutive de la musique : Serena Göransson
- Programmation musicale : Ngawang Samphel, Noah Gorelick
- Arrangements musicaux : Vince Mendoza, Mamadou Sidibe, Iarla Ó Lionáird
- Ingénieur technique de la partition : Max Sandler
- Enregistrement et mixage de la musique : Chris Fogel
- Enregistrement numérique : Tom Hardisty
- Enregistrement du mixage : Evyn Deboer
- Monteur musique : Felipe Pacheco
- Monteurs de la partition : Daniel Hayden, Eric Wegener
- Opérateurs ProTools : Larry Mah, Chandler Harrod
- Coach de dialecte irlandais : Tony Davoren
- Coordinateurs de la partition : Queenie Li, Mei Rawlinson
- Préparation musicale : Fine Line Music Services
- Consultants musicaux : Lawrence "Boo" Mitchell, Rhiannon Giddens, Iarla Ó Lionáird, Ingrid Monson, Jake Blount, Judith Finell, Sanchay Dharmic Jain, Charlie Yedor, Bruce Jackson
- Consultant en enregistrement : Riley Mackin
- Partition originale et chansons enregistrées à :
  - Royal Studios, Memphis, Tennessee
  - Esplanade Studio, La Nouvelle-Orléans, Louisiane
  - Eastwood Scoring Stage, Warner Bros. Studios, Burbank, Californie
  - Elbo Studio, Los Angeles
  - Electric Lady Studios, New York City

### Musiciens principaux
- Guitare résonateur : Miles Caton, Buddy Guy, Ludwig Göransson
- Soli de guitare électrique : Eric Gales, Christone "Kingfish" Ingram
- Banjo américain ancien : Rhiannon Giddens
- Batterie : Lars Ulrich, Cedric Burnside, Sharde Thomas Mallory, Chris Mallory
- Harmonica : Bobby Rush, Ross Garren
- Fifre : Sharde Thomas Mallory, Chris Mallory
- Diddley bow : James "Super Chikan" Johnson
- Chant sean-nós : Iarla Ó Lionáird
- Chant choctaw : Jaeden Ariana Wesley
- Guitare : Alvin Youngblood Hart, Thomas Drayton, Charlie Bereal
- Djembé : Magette Sow
- Piano : Lester Snell, Victor Campbell, Jim Carmon
- Violon : Niamh Fahy, Justin Robinson, Charlie Bisharat
- Flûte irlandaise (pennywhistle) : Peter Dawson
- Banjo : Ludwig Göransson, Leyla McCalla, Sabine McCalla
- Bouzouki et bodhrán : Tony Davoren
- Accordéon : Jeffrey Broussard

### Groupe de Buddy Guy
Musiciens : Cornelius Hall, Thomas Hambridge, Connor Korte, Charles Plakosh, Daniel Souvigney, Orlando Wright

### DC6 Singers Collective
- Chef d’orchestre : David Saul Lee
- Choristes : Margaret Best Collins, Dedrick Bonner, Jantre Christian, Lavance Colley, Jyvonne Haskin, Brinn Horton, Joslynn James, Andre Kelly, Eric Lyn, Lakesha Shantrell Nugent, Ronnie Ohannon, Lydia Rene, Tia Simone, Loren Smith, William Washington

### Pleasant Valley Youth Choir of New Orleans
- Chef d’orchestre : Reginald Varnado, Jr.
- Choristes : Victor Augustine IV, Iana Bierria, Journie Elzy, Layle McCormick, Bailey Samuels, Brandon Samuels, Jr., Arden Varnado, Avery Williams, Demi Varnado, Tyler Williams

### Incarcerated Workers
- Solistes : Carl LeBlanc, Dominique McClellan
- Choristes : Derron Guillory, Jonriccas Harris, Zamond Herbert, Titus Joshua, Benjamin Osborne, Derek Raymond, Ariq Robinson, Bryant Spears, Kyron Walker, Reginald Williams

### Orchestre
- Chef d’orchestre : Anthony Parnther, Pete Anthony, Vince Mendoza
- Directeur musical : Encompass Music Partners, Boo Mitchell
- Orchestrations : Pete Anthony
- Premier violon (concertmaster) : Tereza Stanislav
- Premier violon second : Alyssa Park
- Premier alto : Rob Brophy
- Premier violoncelle : Jacob Braun